# Parc national d'Errinundra
Le parc national d'Errinundra est un parc situé au Victoria en Australie à 352 km à l'est de Melbourne. Le parc a été créé en 1988.
Il est centré sur le plateau d'Errinundra, une extension vers le sud du plateau Monaro en Nouvelle-Galles du Sud. Il contient la plus grande forêt pluviale tempérée froide du Victoria et quelques-unes des plus spectaculaires vieilles zones boisées du Sud-Est de l'Australie. Il abrite également de nombreuses espèces rares et menacées de la flore et la faune, notamment la Ninoxe puissante, le Chat marsupial à queue tachetée et le Potoroo à longs pieds.
Forêts pluviales tempérées froides et chaudes, forêts ouvertes humides, forêts de montagne et zones boisées sont les types de végétation dominants. Il y a aussi une sous-zone alpine humide.
La majorité du parc n'est accessible que pendant les mois secs. En hiver, la pluie et la neige rendent généralement les routes non goudronnées impraticables.
Il y a eu des abattages de tous les types de forêt aux alentours du parc et même quelques cas d'exploitation forestière dans ses limites en raison d'erreurs administratives. En outre la forêt a été exploitée dans de nombreuses zones avant que le parc national ne soit créé.